# 703号室
703号室（ななまるさんごうしつ）は、日本の女性シンガーソングライター 岡谷柚奈（おかや ゆうな、1999年11月15日 - ）のソロプロジェクト。

## 来歴
2015年、中学校を卒業し、勉強することが嫌だったことから歌手を目指す。
2018年8月1日に専門学校の同級生、岡谷柚奈（ギター・ボーカル）、つばさ（キーボード）、JELL（ドラムス）の3人で703号室を結成。バンド名の由来は、専門学校の教室が703号室だったことから。
専門学校卒業と同時につばさとJELLが脱退し、岡谷柚奈のソロプロジェクトとなる。楽曲「偽物勇者」ミュージックビデオは、YouTube総再生数2100万回以上再生。TikTokフォロワー数は28万人以上。
2019年、日本から世界で活躍する才能を発掘するグローバルプロジェクト「TikTok Spotlight」では、ファイナリストに選出。
2020年には、松崎しげる主催「黒フェス」や、「第4回 ももいろ歌合戦」に出演し、同年Spotify「Most Viral Tracks of 2020 Japan」に「偽物勇者」が17位にランクイン。
2021年3月より放送の『ヴァイナル・ミュージック〜歌謡曲2.0〜』（文化放送）月曜パーソナリティーを担当。
2021年12月31日、日本武道館で開催予定の「第5回 ももいろ歌合戦」出場。
2022年5月8日、「看護の日」イベント『かんごちゃんねる』に出演。特別アニメーションのテーマソング「トワイライト」を書き下ろし。
2022年7月3日「703号室の日」として、1st ONEMAN LIVE「解錠」を渋谷CLUB QUATTROにて開催。
2022年10月10日、2nd ONEMAN LIVE「ADDICT」をSpotify O-WESTにて開催。
2025年6月、改名予定。

## 人物
- 双子の妹がいる[15]。妹はイラストレーター「蛍2nd」として活動し[要出典]、703号室のMVのイラストやジャケット画像のイラストなどを手掛けている[15]。
- 母校は船橋市市立葛飾中学校[要出典]。

## ディスコグラフィ

### シングル
| 配信日         | タイトル         | 規格     |
| -------------- | ---------------- | -------- |
| 2019年8月15日  | 偽物勇者         | 音楽配信 |
| 2020年12月1日  | fliP             | 音楽配信 |
| 2021年1月12日  | 僕らの未来計画   | 音楽配信 |
| 2021年3月17日  | 友達未満恋人未満 | 音楽配信 |
| 2021年4月22日  | 裸足のシンデレラ | 音楽配信 |
| 2021年9月27日  | 片想いうぉーかー | 音楽配信 |
| 2021年10月31日 | 朽世主           | 音楽配信 |
| 2021年11月29日 | 花笑む           | 音楽配信 |
| 2021年12月17日 | リセットボタン   | 音楽配信 |
| 2022年3月15日  | 青星             | 音楽配信 |
| 2022年5月23日  | 人間             | 音楽配信 |
| 2022年6月20日  | トワイライト     | 音楽配信 |
| 2022年12月12日 | バケモノ。       | 音楽配信 |

## 楽曲提供
| 発売日         | アーティスト | 曲名     | 収録タイトル |
| -------------- | ------------ | -------- | ------------ |
| 2022年11月16日 | 中孝介       | 東京金魚 | 声をきかせて |
| 2022年-        | 豊田萌絵     | 天邪鬼   |              |

## タイアップ
| 起用年月日       | 曲名             | タイアップ                                                                        |
| ---------------- | ---------------- | --------------------------------------------------------------------------------- |
| 2020年11月13日 - | fliP             | 文化放送『卒業アルバムに1人はいそうな人を探すラジオ』オープニングテーマ           |
| 2020年11月13日 - | 僕らの未来計画   | 文化放送『卒業アルバムに1人はいそうな人を探すラジオ』エンディングテーマ           |
| 2021年1月4日 -   | 僕らの未来計画   | FM大阪『TKO木下兄弟の 朝からあげChao!』テーマ曲                                   |
| 2021年3月31日 -  | 友達未満恋人未満 | 文化放送『CultureZ』エンディングテーマ                                            |
| 2021年4月22日 -  | 裸足のシンデレラ | ABEMAオリジナルドラマ『ブラックシンデレラ』主題歌                                 |
| 2021年12月16日-  | リセットボタン   | 神田澪 140文字の物語『人生やり直しボタン』とのコラボ楽曲                          |
| 2022年5月8日-    | トワイライト     | 日本看護協会が作成した特別アニメーションのテーマ・ソング                          |
| 2022年11月15日-  | バケモノ。       | TBSテレビ「ドラマストリーム『私のシてくれないフェロモン彼氏』」オープニングテーマ |

## 出演情報
2019年
- 8月18日 - 「SUMMERSONIC2019」 TikTok Spotlight ステージ 出場

2020年
- 1月29日 - 千葉 JETSvs 渋谷 SUNROKCERS 戦ティップオフセレモニーに岡谷ソロで国家⻫唱
- 3月21日 - 日本初 TiKTok ライブ配信「TikTok LIVE」 #歌うま企画に出演
- 9月6日 - 松崎しげる主催「黒フェス〜白黒歌合戦〜」出演
- 11月3日 - 文化放送大型特別番組『new normal 文化祭〜音楽で日本をアゲる!SP』生出演
- 12月31日 - AbemaTV「第4回 ももいろ歌合戦」今年の顔2020メドレー 出演

2021年
- 1月12日 - 文化放送『卒業アルバムに1人はいそうな人を探すラジオ』生出演
- 1月23日 - 文化放送『岡谷柚奈（703号室）スタジオ弾き語り生ライブ SPECIAL』特別番組放送
- 3月23日 - 文化放送『卒業アルバムに1人はいそうな人を探すラジオ』生出演
- 3月29日から2023年3月21日 - 文化放送『ヴァイナル・ミュージック〜歌謡曲2.0〜』毎週火曜日(月曜深夜)パーソナリティ
- 12月31日 - AbemaTV「第5回 ももいろ歌合戦」出演